# Бардонето (Торино)
Бардонето је насеље у Италији у округу Торино, региону Пијемонт.
Према процени из 2011. у насељу је живело 80 становника. Насеље се налази на надморској висини од 571 м.